# 下盧薩蒂亞

波西米亞王冠領地內的下盧薩蒂亞

下盧薩蒂亞（德語：Niederlausitz，發音：[ˈniːdɐˌlaʊzɪts]，下劳西茨，發音：[ˈdɔlna ˈwuʒɨtsa]，發音：[ˈdɛlnʲa ˈwuʒitsa]）是中歐的一個歷史地區，從德國東南部勃蘭登堡州延伸到位於波蘭盧布林省西南部。與南部相鄰的上盧薩蒂亞一樣，下盧薩蒂亞是西斯拉夫索佈人的聚居區。

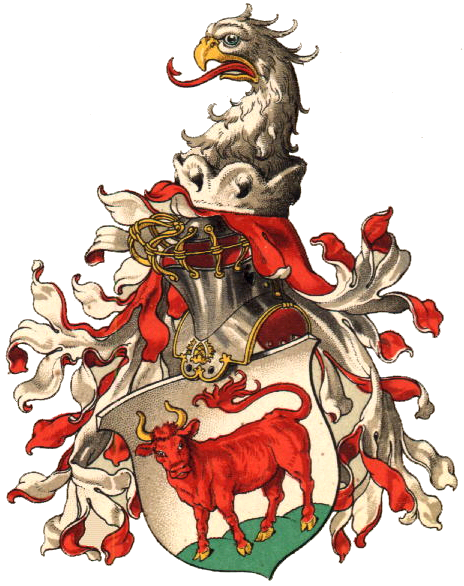
下盧薩蒂亞的纹章